# Drapeau de La Rioja
Pour les articles homonymes, voir Drapeau de La Rioja (homonymie).

Drapeau de La Rioja

Drapeau civil de La Rioja

Le drapeau de La Rioja, en Espagne, a été adopté le 9 juin 1982. Il se compose de quatre bandes horizontales : de haut en bas, une rouge, une blanche, une verte et une jaune. Au centre se trouvent les armoiries de La Rioja.

## Couleurs
| Couleur | ● Rouge    | ● Blanc       | ● Vert     | ● Jaune      |
| ------- | ---------- | ------------- | ---------- | ------------ |
| HTML    | #E03A00    | #FFFFFF       | #00B760    | #F9D616      |
| RVB     | 224, 58, 0 | 255, 255, 255 | 0, 183, 96 | 249, 214, 22 |
| Pantone | Warm Red   | White         | 354        | 109          |